# Engaño musical
Un engaño musical (también conocido como bulo musical o mistificación musical) es una pieza de música clásica compuesta por algún compositor pero intencionalmente atribuida a otro, siempre de mayor categoría.
A continuación se lista un conjunto de engaños musicales atribuidos a distintos compositores famosos, que en realidad son de:
Henri Casadesus
- Concierto para viola en si menor de "George Frideric Handel"
- Concierto para viola en do menor de "Johann Christian Bach".
- Concierto para viola en re mayor de "Carl Philipp Emmanuel Bach".

Marius Casadesus
- Adélaïde Concerto de "Wolfgang Amadeus Mozart".

Gaspar Cassadó
- Аllegretto Grazioso de "Franz Schubert".
- Toccata de "Girolamo Frescobaldi".

Ferdinand David
- Chacona en sol menor de "Tommaso Antonio Vitali" ("Tommaso Vitallino")

François-Joseph Fétis
- Concierto para laúd de "Valentin Strobel".

Remo Giazotto
- Adagio en sol menor de "Tomaso Giovanni Albinoni".

Mikhail Goldstein
- Albumblatt (Листок из Альбома) de "Aleksandr Glazunov".
- Impromptu (Экспромт) de "Mili Balákirev".
- Sinfonía n.º 21 de "Mykola Ovsianiko-Kulikovsky".
- Concierto para viola en do mayor de "Iván Jandoshkin".

Fritz Kreisler
- Allegretto de "Luigi Boccherini".
- Andantino de "Giovanni Battista Martini".
- Aubade Provençale de "Louis Couperin".
- Chanson Louis XIII y Pavana de "Louis Couperin".
- La Chasse (Caprice) de "Jean Baptiste Cartier".
- Grave de "Wilhelm Friedemann Bach".
- Menuett de "Nicola Porpora".
- Praeludium y Allegro de "Gaetano Pugnani".
- La Précieuse de "Louis Couperin".
- Preghiera de "Giovanni Battista Martini".
- Scherzo de "Carl Ditters von Dittersdorf".
- Siciliana y Rigaudon de "François Francoeur".
- Estudio sobre una coral de "Johann Stamitz".
- Tempo di Minuetto de "Gaetano Pugnani".
- Variaciones sobre un tema de Corelli de "Giuseppe Tartini".
- Concierto para violín en do mayor de "Antonio Vivaldi".

Winfried Michel
- Sonatas para teclado perdidas de "Joseph Haydn".

Alessandro Parisotti
- "Se tu m'ami" de "Giovanni Battista Pergolesi".

Manuel M. Ponce
- Suite en la menor de "Sylvius Leopold Weiss".

Vladimir Vavilov
- Ave Maria de "Giulio Caccini".
- Elegía para guitarra de "Mikhail Vyssotsky".
- "Kanzona" para laúd de "Francesco Canova da Milano".
- Mazurka en do menor para guitarra de "Andrey Sykhra".
- Nocturno en do menor para guitarra de "Vassily Sarenko".

Obras adscritas a personajes ficticios o históricos:
Roman Turovsky-Savchuk
- Obras para laúd barroco de Johann Joachim Sautscheck, Gotthold Ephraim Sautscheck, Konradin Aemilius Sautscheck, et al.
- Obras para laúd renacentista de Ioannes Leopolita

Paulo Galvao
- Obras para archilaúd y guitarra barroca de "AdC" (Antonio da Costa)

Winfried Michel
- Música de cámara de "Simonetti".